# Bundesstraße 277
De Bundesstraße 277 (kort: B 277) is een bundesstraße in de Duitse deelstaat Hessen. De weg loopt van Haiger naar Wetzlar.

## Routebeschrijving
De B277 begint op de afrit Haiger/Burbach aan de 45. Daarna sluit ten westen van Dillenburg in de afrit Dillenburg de A45 aan op de B277 waarna in afrit Dillenburg-Dietzhölzstraße de B253 aansluit. De weg loopt door via Schloßbergtunnel, onder het westen van de stad en komt men door de stad Dillenburg. Na Dillenburg komt de weg door het stadje Burg. Hier sluit de B55 aan waarna de B255|B277 samen naar Herborn waar de B255 weer afsplitst en in de afrit Herborn-Süd de B277 vanaf afrit Herborn-West van de A45 aansluit. Na Herborn komt de weg nog door Aßlar. In het zuiden van Aßlar eindigt de A480 op de B277. De B277 loopt verder naar de afrit Wetzlar-Dalheim waar hij aansluit op de B49.

## Geschiedenis
De B277 was voor de openstelling van de A45 de doorgaande route, waarbij men door een groot aantal plaatsen moest, voor doorgaand verkeer was dit een tijdrovende klus. De A45 kwam tussen 1967 en 1971 gereed, waarna het doorgaande belang van de B277 verviel.

## Verkeersintensiteiten
In 2010 reden dagelijks 7.000 tot 10.000 voertuigen tussen de diverse kernen, tot 20.000 voertuigen in plaatsen als Dillenburg en Herborn. Het zuidelijkste deel tussen Aßlar en de B49 bij Wetzlar telt 16.000 voertuigen. 
B1 · B3 · B7 · B8 · B9 · B10 · B26 · B27 · B35 · B37 · B38 · B39 · B40 · B41 · B42 · B43 · B43a · B44 · B45 · B47 · B48 · B49 · B50 · B51 · B52 · B53 · B54 · B55 · B55a · B56 · B56n · B57 · B58 · B59 · B61 · B62 · B63 · B64 · B65 · B66 · B66n · B67 · B68 · B70 · B80 · B83 · B84 · B219 · B220 · B221 · B223 · B224 · B225 · B226 · B227 · B228 · B229 · B230 · B231 · B233 · B234 · B235 · B236 · B237 · B238 · B239 · B241 · B249 · B250 · B251 · B252 · B253 · B254 · B255 · B256 · B257 · B258 · B259 · B260 · B261 · B262 · B263 · B264 · B265 · B266 · B267 · B268 · B269 · B270 · B271 · B272 · B274 · B275 · B277a · B278 · B279 · B284 · B288 · B323 · B324 · B326 · B327 · B399 · B400 · B403 · B405 · B406 · B407 · B409 · B410 · B411 · B412 · B413 · B414 · B416 · B417 · B418 · B419 · B420 · B421 · B422 · B423 · B424 · B426 · B427 · B428 · B429 · B448 · B449 · B450 · B451 · B452 · B453 · B454 · B455 · B456 · B457 · B458 · B459 · B460 · B469 · B473 · B474 · B475 · B476 · B477 · B478 · B479 · B480 · B481 · B482 · B483 · B484 · B485 · B486 · B487 · B488 · B489 · B499 · B504 · B506 · B507 · B508 · B509 · B510 · B511 · B513 · B514 · B515 · B516 · B517 · B519 · B520 · B521 · B525 · B528 · B611